# Egypt Lake-Leto
Egypt Lake-Leto és una concentració de població designada pel cens dels Estats Units a l'estat de Florida. Segons el cens del 2000 tenia 32.782 habitants.

## Demografia
Segons el cens del 2000, Egypt Lake-Leto tenia 32.782 habitants, 13.511 habitatges, i 8.106 famílies. La densitat de població era de 2.120,1 habitants/km².
Dels 13.511 habitatges en un 28,8% hi vivien nens de menys de 18 anys, en un 40,1% hi vivien parelles casades, en un 14,8% dones solteres, i en un 40% no eren unitats familiars. En el 30,4% dels habitatges hi vivien persones soles el 5,5% de les quals corresponia a persones de 65 anys o més que vivien soles. El nombre mitjà de persones vivint en cada habitatge era de 2,42 i el nombre mitjà de persones que vivien en cada família era de 3,06.
Per edats la població es repartia de la següent manera: un 23,1% tenia menys de 18 anys, un 11,3% entre 18 i 24, un 34,8% entre 25 i 44, un 20,6% de 45 a 60 i un 10,2% 65 anys o més.
L'edat mediana era de 33 anys. Per cada 100 dones de 18 o més anys hi havia 92 homes.
La renda mediana per habitatge era de 35.403 $ i la renda mediana per família de 38.805 $. Els homes tenien una renda mediana de 27.596 $ mentre que les dones 24.720 $. La renda per capita de la població era de 17.760 $. Entorn del 12,5% de les famílies i el 14,4% de la població estaven per davall del llindar de pobresa.

## Poblacions més properes
El següent diagrama mostra les poblacions més properes.